# Теорема о точках плотности
Теорема о точках плотности — результат теории меры, которой интуитивно можно понимать так, что множество «граничных точек» измеримого множества имеет меру ноль.

## Формулировка
Обозначим через {\displaystyle \lambda } меру Лебега на евклидовом пространстве {\displaystyle \mathbb {R} ^{n}}.
Пусть {\displaystyle A\subset \mathbb {R} ^{n}} — измеримое множество.
Для произвольной точки {\displaystyle x\in \mathbb {R} ^{n}} и {\displaystyle \varepsilon >0} рассмотрим значение
{\displaystyle d_{\varepsilon }(x)={\frac {\lambda (A\cap B_{\varepsilon }(x))}{\lambda (B_{\varepsilon }(x))}}},
где {\displaystyle B_{\varepsilon }(x)} обозначает шар с центром в {\displaystyle x} и радиусом {\displaystyle \varepsilon }.
Величина {\displaystyle d_{\varepsilon }(x)} может интерпретироваться как приблизительная плотность множества {\displaystyle A} в точке {\displaystyle x}.
Тогда, для почти каждой точки {\displaystyle x\in A},
{\displaystyle d(x)=\lim _{\varepsilon \to 0}d_{\varepsilon }(x)}
существует и равен 0 или 1.

### Замечания
- Величина {\displaystyle d(x)}, если определена, называется плотностью множества {\displaystyle A} в точке {\displaystyle x}.
- Другими словами, теорема утверждает, что плотность любого измеримого множества {\displaystyle A\subset \mathbb {R} ^{n}} принимает значение 0 или 1 почти всюду в {\displaystyle \mathbb {R} ^{n}}.
- Если множество и его дополнение имеют положительную меру, то всегда найдутся точки с плотностью не 0 и не 1.

## Примеры
Например, дан квадрат в плоскости, плотность в каждой точке внутри квадрата равна 1, на сторонах 1/2, в вершинах по 1/4, и 0 вне квадрата; границы и вершины имеют меру ноль.

## Вариации и обобщения
- Теорема о точках плотности является частным случаем теоремы о дифференциации Лебега[англ.].